# Gestellung
Gestellung ist ein Fachbegriff aus der Logistik, der die Bereitstellung von Ausrüstung, Behältern oder Waren beschreibt.
Im Zollrecht ist die Gestellung die Bereitstellung der Ware und die Mitteilung eines Gestellungspflichtigen gegenüber der zuständigen Zollbehörde, dass eine Ware zur zollamtlichen Abfertigung vorliegt (Art. 5 Nr. 33 UZK). Sie soll zwar elektronisch erfolgen (Art. 6 UZK), jedoch sieht § 8 S. 1 der Zollverordnung (ZollV) keine Formvorschriften vor. Deshalb kann die Mitteilung in der Regel in beliebiger Form erfolgen. Selbst die mündliche Aussage: „Es sind Waren eingetroffen.“ oder ein Winken gilt als Gestellungsmitteilung. Werden allerdings Waren versteckt oder verheimlicht, beispielsweise durch besonders angebrachte Vorrichtungen, dann gelten diese erst als gestellt, wenn der Zöllner direkt auf diese Waren hingewiesen wird (§ 8 S. 2 ZollV). Als „versteckt“ gelten Waren, die an ungewöhnlichen Orten transportiert werden (z. B. Türverkleidung eines Kfz), als „verheimlicht“ Waren, die in einer speziell angefertigten Vorrichtung transportiert werden, beispielsweise ein doppelter Boden oder ein präparierter Tank.
Gestellungspflichtig ist derjenige, der die Ware transportiert, also beispielsweise ein Schiffsführer, Fernfahrer oder auch ein Tourist, der Waren außerhalb der zulässigen Mengen oder Werte über eine Grenze hinweg transportiert.
Die Gestellung muss nicht am Amtsplatz erfolgen. Nach § 12 Abs. 4 AWV kann die Ausfuhrzollstelle auf Antrag auch eine Gestellung außerhalb des Amtsplatzes zulassen. Hierbei handelt es sich um eine Vereinfachung der Abfertigung, die im Handel heute die Regel darstellt.
Der Begriff wurde durch den EU-weit geltenden Zollkodex der Union geprägt, der die gesetzliche Grundlage für alle Zollverwaltungen der EU bildet.
Zusätzlich wird der Begriff Gestellung auch in der Speditionsbranche verwendet. Er soll vermitteln, dass hier das Import- bzw. Exportgut in einen dafür geeigneten Transportbehälter, z. B. Überseecontainer, übergeben wird. Dieser erwirbt einen zollrechtlichen Status, z. B. importseitig verzollt, sofern der Importeur „gestellungsbefreit“ ist.
Für Waren, die sich im Versandverfahren befinden (Art. 141 Abs. 1 UZK), Unionswaren, die ohne zollrechtliche Statusänderung befördert werden (Art. 155 Abs. 2 UZK i. V. m. Art. 119 Abs. 2 UZK-DA) sowie Waren, welche als angemeldet gelten (Art. 141 UZK-DA, Art. 218 UZK-IA) ist keine Gestellungsmitteilung erforderlich (Art. 139 Abs. 1 UZK).